# Tibor Ribényi
Tibor Ribényi (* 25. Februar 1914; † 9. Mai 1981) war ein ungarischer Sprinter, der sich auf den 400-Meter-Lauf spezialisiert hatte.
Bei den Olympischen Spielen 1936 schied er über 400 m im Vorlauf aus und wurde in der 4-mal-400-Meter-Staffel Sechster.
Seine persönliche Bestzeit von 49,4 s stellte er 1936 auf.